# 第一次 (林峯專輯)
《第一次》（英語：First）是林峯的第五張個人大碟，亦是其首張國語專輯，於2011年3月4日公開發售。隨碟附送精美相集。林峯表示這次國語碟製作了近一年的時間，很享受和整個製作班底的合作過程，沒想過首次推出的國語碟獲得如此好的反應，為他往後的歌唱事業發展打下強心針，而早前更專程前赴台北為碟內四首歌拍攝MV，唱片公司特意找來臺灣鬼才導演比爾賈及陳映之兩位著名導演掌鏡。

## 曲目列表
《第一次》共收錄了10首歌曲。
| 次序 | 歌曲名稱                | 作曲           | 填詞   | 編曲           | 監製                   | 時間  | 備註                          |
| 1    | 再一次（One More Time） | 鄧智偉、莊冬昕 | 吳向飛 | 莊冬昕         | 鄧智偉、莊冬昕         | 03:25 |                               |
| 2    | 太熱了（Oh no）         | 鄧智偉、莊冬昕 | 吳向飛 | 莊冬昕         | 鄧智偉、莊冬昕         | 03:31 |                               |
| 3    | 讓我愛你一小時          | 鄧智偉         | 陳少琪 | Johnny Yim     | 陳少琪、鄧智偉、莊冬昕 | 05:06 | 第一首派台歌                  |
| 4    | 換個方式愛你            | 鄧智偉         | 張美賢 | Johnny Yim     | 鄧智偉                 | 03:55 | OT：《換個方式愛你》          |
| 5    | 不想讓你失望            | 鄧智偉         | 張美賢 | Johnny Yim     | 鄧智偉                 | 03:30 | OT：《所謂理想》              |
| 6    | 吻過吸血鬼              | 鄧智偉、莊冬昕 | 周耀輝 | 鄧智偉、莊冬昕 | 鄧智偉、莊冬昕         | 04:06 | OT：《Vampire》               |
| 7    | 愛在記憶中找你          | 鄧智偉         | 張美賢 | Danny Leung    | 鄧智偉、莊冬昕         | 03:48 | OT：《愛在記憶中找你》        |
| 8    | 一直都在                | 鄧智偉、莊冬昕 | 張美賢 | 鄧智偉、莊冬昕 | 鄧智偉、莊冬昕         | 03:50 | 與蔡卓妍合唱 OT：《一直都在》 |
| 9    | 我們很好                | 鄧智偉         | 張美賢 | Johnny Yim     | 鄧智偉                 | 03:44 | OT：《我們很好》              |
| 10   | 長假期                  | 鄧智偉         | 陳少琪 | Johnny Yim     | 鄧智偉、莊冬昕         | 03:21 | OT：《定鏡》                  |

## 所獲獎項
- 新城國語力頒獎禮2011：新城國語力歌曲 - 《讓我愛你一小時》
- uChannel我撐起樂壇頒獎禮2011：全國最受歡迎香港唱片 - 《First 第一次》
- uChannel我撐起樂壇頒獎禮2011：Youth最喜愛十大金曲 - 《讓我愛你一小時》
- 音樂先鋒榜2011年度頒奬典禮：年度港臺十大先鋒金曲 -《讓我愛你一小時》
- TVB8金曲榜頒獎典禮2011：金曲獎 - 《讓我愛你一小時》
- 新城勁爆頒獎禮2011：新城勁爆卡拉OK歌曲 - 《讓我愛你一小時》
- 十大勁歌金曲頒獎典禮2011 ：最受歡迎華語歌曲銀獎 - 《讓我愛你一小時》
- IFPI香港唱片銷量大獎頒獎典禮2011：十大銷量國語唱片 - 《First 第一次》

## 銷售情況
- 此專輯於中、港的銷售一個多月逹四白金銷量[1][2][3]。

## 外部連結
- 林峯首張國語專輯《FIRST第一次》官方騰訊微博 （页面存档备份，存于）
- 英皇娛樂官網 - 林峯踏入內地市場 發佈首張國語專輯《FIRST第一次》
- 林峯《FIRST第一次》專輯介紹

## 資料來源
1. ↑  . 搜狐娱樂. 2011年3月16日. （原始内容存档于2011年3月25日）.
2. ↑  . 東方日報. 2011年4月19日. （原始内容存档于2011年9月11日）.
3. ↑  .   [2012-02-18]. （原始内容存档于2014-06-11）.